# Kia Tasman
La Kia Tasman è un'autovettura di tipo pick-up prodotta dalla casa automobilistica sud coreana Kia Motors a partire dal 2024.

## Descrizione
È stato presentato simultaneamente il 29 ottobre 2024 al Jeddah International Motor Show in Arabia Saudita e a Hobart in Tasmania.
Primo pick up realizzato dalla casa coreana, riprende il nome dal Mar di Tasman, situato tra l'Australia e la Nuova Zelanda.
Il Tasman viene costruito su una piattaforma completamente nuova e va a collocarsi nel segmento di mercato delle Ford Ranger, l'Isuzu D-Max, il Nissan Navara e il Toyota Hilux, con una capacità di traino di 3500 kg e un carico utile di circa 1000 kg.
Il nome "Tasman" è stato confermato nell'aprile 2024, mentre il 23 aprile la filiale Kia Australia ha pubblicato alcune immagini che mostravano il veicolo camuffato avvolto in un adesivo mimetico artistico disegnato dall'artista Richard Boyd-Dunlop.